# Ampato
El Ampato (del aimara jamp'atu, 'sapo') es un volcán inactivo localizado en la Cordillera de Ampato al sur del Perú, en el distrito de Lluta. Tiene una altitud de 6.290 m s. n. m. Cerca de la cumbre de este nevado fue descubierto un cadáver congelado en septiembre de 1995 por el arqueólogo de montaña Johan Reinhard y el andinista Miguel Zárate. A dicha momia femenina se le conoce como Juanita, la Dama de Ampato o la Dama de Hielo. Durante expediciones dirigidas por los arqueólogos José Antonio Chávez y Johan Reinhard en octubre de 1995 y diciembre de 1997 se encontraron a 5.850 m tres momias incaicas.

## Etimología
Ampato significa “sapo” en aymara; este nombre hace referencia a la silueta del volcán visto desde un punto estratégico de los alrededores.

## Ubicación geográfica
Se encuentra en el departamento de Arequipa, provincia de Caylloma, a 80 kilómetros noroeste de la ciudad de Arequipa y al lado sur del Cañón del Colca. Forma parte de la Cordillera de Ampato.
Sus coordenadas son: 15°49′16″S 71°52′46″O / -15.82111, -71.87944.

## Geografía
El volcán Ampato tiene dos cumbres, la norte, sobre los 6150 m s. n. m., y la sur y principal, a 6290 m s. n. m. igual conocida como el reino de los patos 
Pertenece a la cordillera Ampato que, junto a la cordillera Volcánica y la Chila, forma parte de las tres cordilleras principales del departamento.
Los volcanes que lo rodean son el Sabancaya y el Hualca Hualca.

### Clima
Clima de nieve, con temperaturas por debajo de los 0 °C. Permanentemente hay nevadas, ventiscas, tormentas y granizo.

## Rutas de ascenso

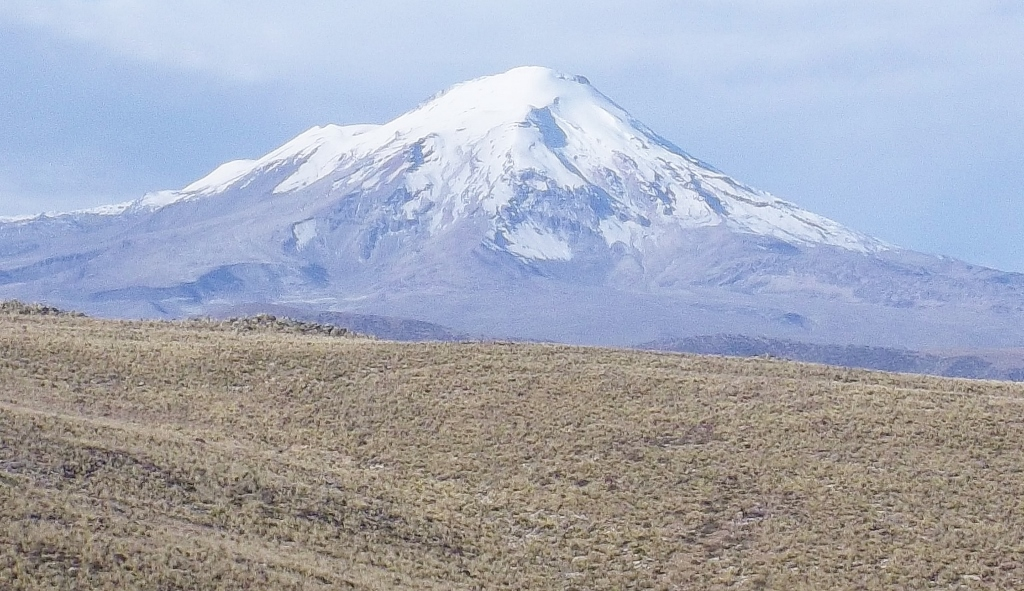
Volcán Ampato

Hay tres formas de llegar a la cumbre:
- Lado este: ruta normal, vertiente este, travesía por la cumbre norte.

Comienza en el campo base (4600 m s. n. m.) y se sube en dirección noroeste por pendientes de roca y nieve hasta ganar unas plataformas aptas para instalar el campo (5400 m s. n. m.) 1, 4 o 5 horas después de haber iniciado el ascenso.
De aquí se continúa marcha arriba hacia el este para después girar al sur y pasar la cumbre norte (6150 m s. n. m.). Las complicaciones culminan en este punto; la continuación del camino es más sencilla y en 6 horas se alcanza al fin la cumbre sur.
El retorno se hace en 3 horas hasta el campo 1 y en 1,5 horas hasta el campo base.
- Lado este: pendiente; arista sureste.

Del campo base se camina 2 kilómetros hasta el borde quebrada “el glaciar” (4900 m s. n. m.), donde está instalado un campo base avanzado. El trayecto continúa al encontrar una arista rocosa definida (señuelo del camino) y se sube por las pendientes de nieve hasta llegar a la cumbre principal, la sur. El recorrido desde la pendiente demora entre 8 o 9 horas. El descenso se hace en 4 horas y sigue la misma ruta que el ascenso.
- Lado oeste: ruta de Mucurca-Cabanaconde.

Es una ruta extremadamente larga (7 días ida y vuelta) y muy poco frecuentada. Se inicia en el pueblo de Cabanaconde, en el Cañón del Colca, y utiliza caminos incas, recorriendo hermosos parajes como la laguna de Mucurca (4300 m s. n. m.).

## Descubrimiento de Juanita La Dama de Ampato
El antropólogo norteamericano Johan Reinhard y el andinista arequipeño Miguel Zárate Flores estaban escalando el nevado Ampato para apreciar de cerca los estragos que había provocado la erupción del Sabancaya, ubicado en las inmediaciones. En momentos en que el antropólogo estaba tomando notas en su libreta de apuntes, escuchó el silbo de sorpresa y admiración del andinista guía, quien ante lo que sus ojos veían, sólo atinó lanzar por los aires su hacha que tenía para cortar hielo. Luego los dos apreciaron y contemplaron lo sorprendente: un pequeño abanico de plumas rojas de papagayo, evidentemente de la cultura inca, predominaba de un montículo. Era efectivamente una momia, petrificada, fosilizada. Las cenizas del volcán Sabancaya derritieron los hielos del Ampato y la tumba de la momia inca se había movido. Sacarla fue de titanes. Su rostro estaba reseco y la piel marchita.
Con gran emoción y mucho cuidado la extrajeron del cofre de hielo que la aprisionaba, presumiendo que tenía un peso de 40 kilos. La bajaron hasta el campamento de altura con todos los objetos. La misma situación difícil de la montaña de hielo cubierta de cenizas les impedía movilizarse con confianza. Fue una tarea de esfuerzos para descender para llegar al pie del nevado. La momia fue encontrada en la cima a 6,219 m s. n. m. y tenían que descender hasta el campamento base ubicado a 4,900 m s. n. m. Gran proeza que debían de recorrer.
Después de 64 horas – según relato de los expedicionarios – de haber iniciado el descenso, la momia fue depositada en una refrigeradora de la Universidad Católica de Santa María.
El antropólogo Johan Reinhard, poco después, confesó que cayó en cierta incredulidad sobre la importancia de los restos, porque vio el rostro de la momia deteriorada por la incuria del tiempo y el astro sol mismo. Lo que no percató que el resto del cuerpo se encontraba totalmente congelado, lo que ha permitido seguir en adecuadas condiciones de mantenimiento para su conservación.
La momia vestía un ropaje de calidad y llevaba en la cabeza un plumaje decorativo.
Fue enterrada sentada en una hoya no muy profunda cerca de la cima del nevado Ampato.
Los estudiosos afirman que es la única momia que ha ido encontrada en un notable estado de conservación y que ha permitido reforzar para que esté en buen estado y que permanezca como una hermosa reliquia de nuestro pasado histórico.